# Сахарное печенье
Са́харное пече́нье — вид печенья, основными ингредиентами которого являются сахар, мука, масло, ваниль и разрыхлитель, либо пищевая сода, иногда яйца. Сахарное печенье распространено в домашней кулинарии, а также вырабатывается промышленным способом на поточно-механизированных линиях.

## Название
Своё название сахарное печенье получило благодаря одному из основных ингредиентов. В англоговорящих странах его называют англ. Sugar cookie. Распространенное в США название печенья, Nazareth, произошло от жителей Назарета, штат Пенсильвания, которые иммигрировали из Германии. В середине 1700-х годов протестантские немецкие поселенцы в районе Назарета усовершенствовали рецепт сахарного печенья, назвав его «Назаретским сахарным печеньем». 5 сентября 2001 года штат Пенсильвания утвердил сахарное печенье в качестве официального печенья.
В Англии их называли «сахарными бисквитами», а также «джамблами».

## История
Jumbles — самая ранняя форма сахарного печенья. Это печенье было очень сухим и не очень вкусным; однако его использовали в качестве рождественских украшений. Из этого сахарного печенья вырезали разные формы и вешали на рождественскую ёлку.
Опубликованные рецепты сахарного печенья начали появляться в 1800-х годах. Некоторые из этих ранних вариаций включали сметану или большое количество молока, в дополнение или вместо ныне стандартных ингредиентов. В 1885 году The Boston Globe опубликовал рецепт сахарного печенья, в котором отсутствовали жидкие молочные ингредиенты, но был включен разрыхлитель и соотношение сахара и масла составляло один стакан сахара на полстакана масла.
В конце 1950-х годов компания Pillsbury начала продавать в продуктовых магазинах США готовое охлажденное тесто для сахарного печенья как разновидность печенья в холодильнике.

## Домашняя кулинария
Готовится из обычного сладкого теста с разрыхлителем или песочного теста. 
Сахарное печенье можно формировать вручную, отсаживать или раскатывать и нарезать в формы.
Печенье может включать дополнительные вкусы: шоколад, лимон, миндаль. А также специи.
Его можно украсить дополнительным сахаром, глазурью, посыпкой или их комбинацией. Декоративные формы и фигурки можно вырезать из раскатанного теста с помощью формочки для печенья.

## Промышленное производство
Фабричное печенье обычно имеет плоскую форму в виде квадрата, прямоугольника или любой другой фигуры. Структура рассыпчатая, хрупкая и равномерно пористая. С начинкой или без начинки. Влажность не более 10 %, массовая доля жира не более 30 %, са́хара — не более 35 %. Поверхность печенья может быть украшена рельефным рисунком.
Состав: пшеничная мука (со слабой или среднего качества клейковиной), крахмал, сахар, жир, молоко (цельное или сухое), меланж, ванилин, соль, химический разрыхлитель.
Примеры торговых марок:
- Из муки высшего сорта: Юбилейное, К кофе, К чаю, Лимонное.
- 1-го сорта: Садко (с добавлением какао), Сахарное, Чайное, Шахматное.
- 2-го сорта: Комбайнёр, Новость, Северное, Украинское.

## Галерея

Различные виды сахарного печенья
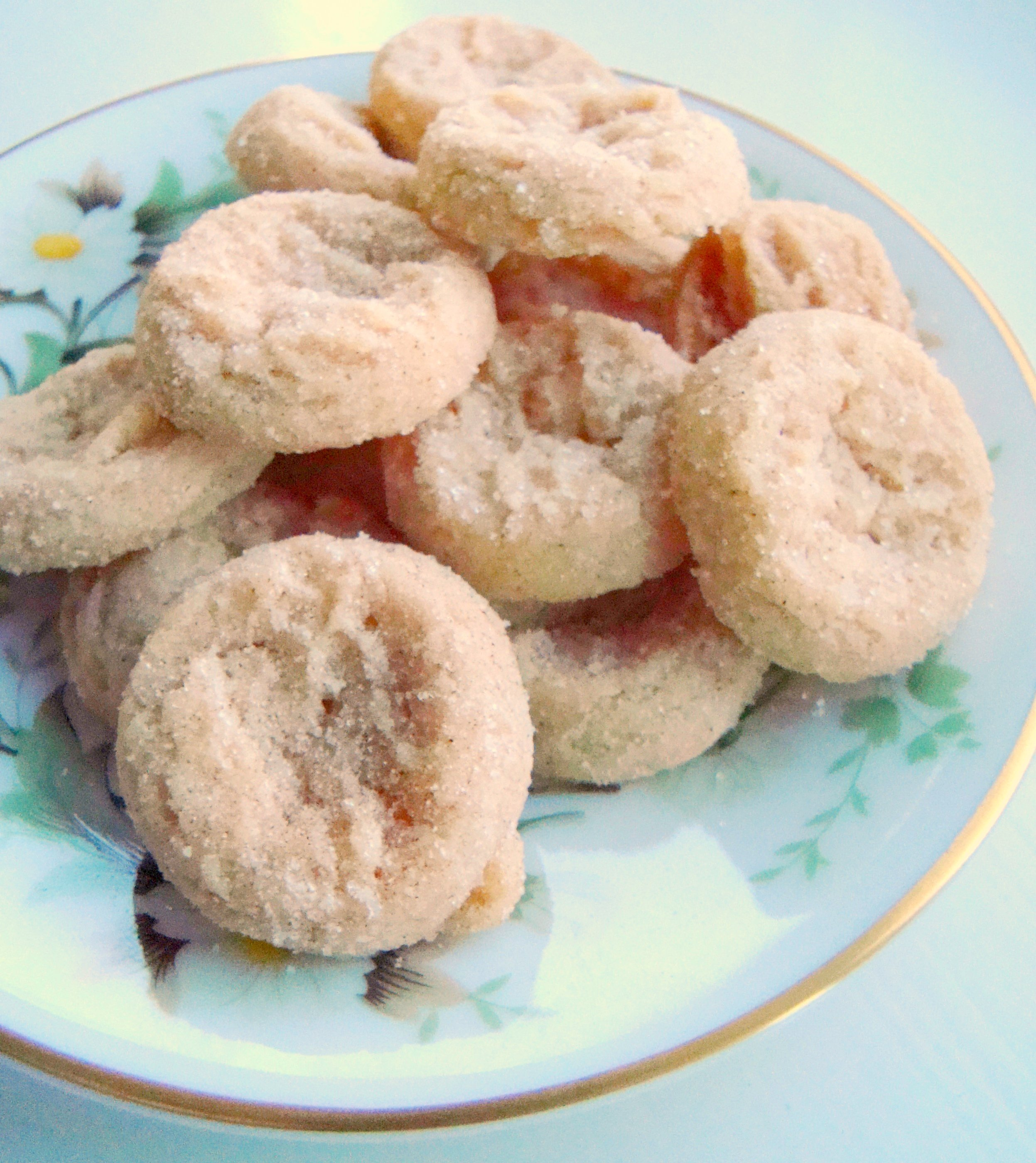
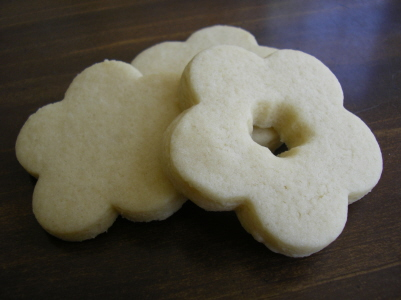
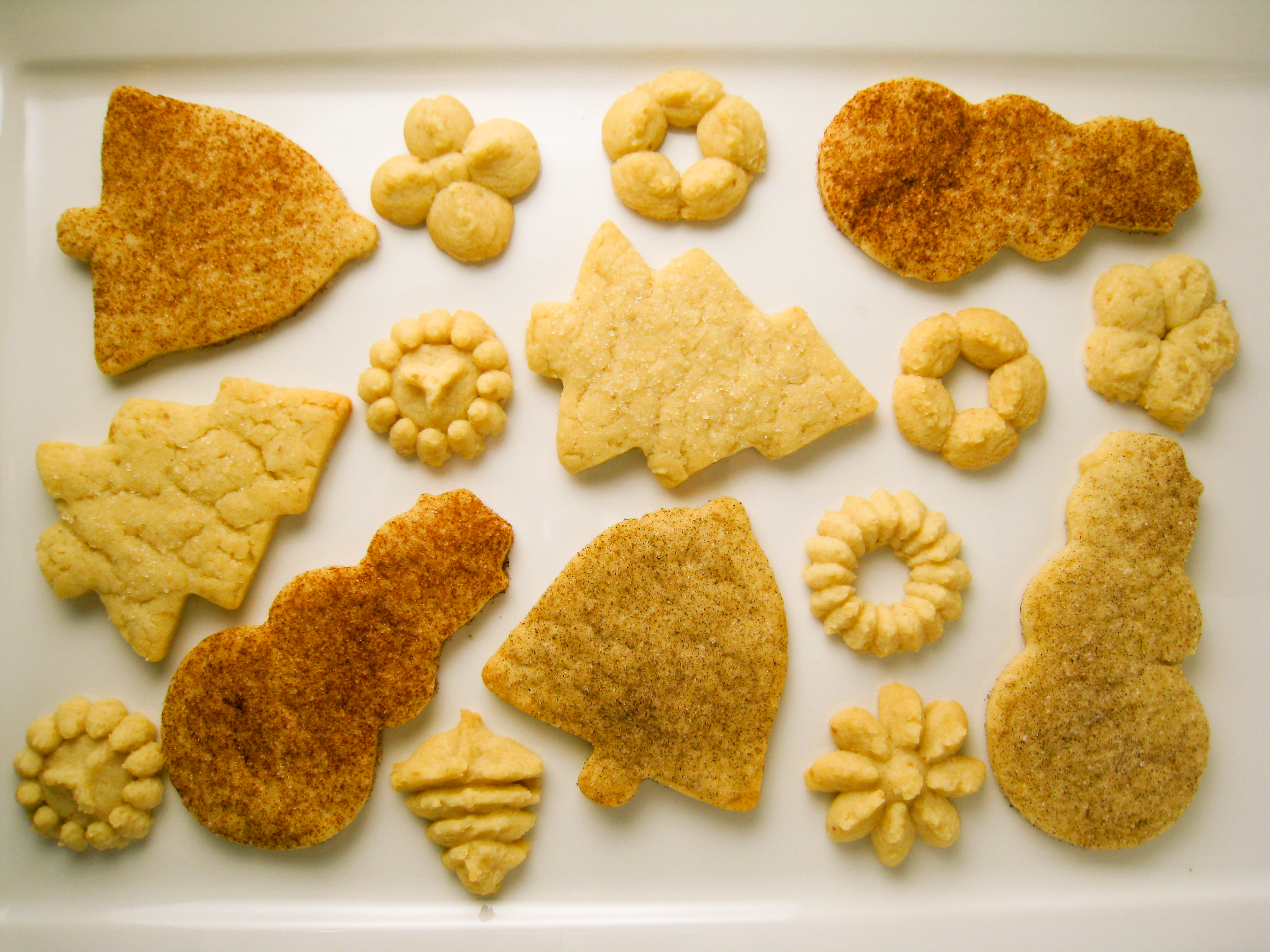
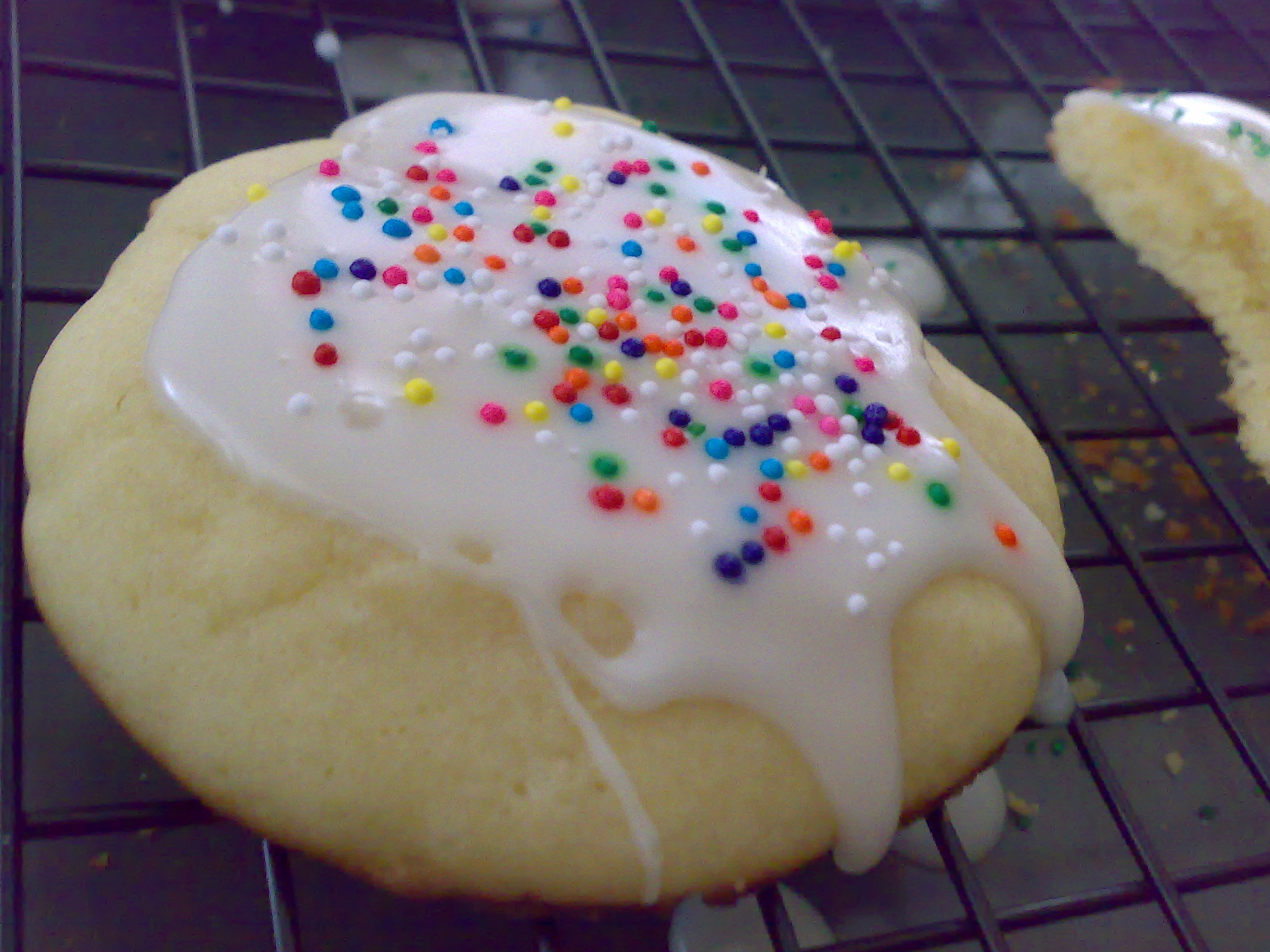
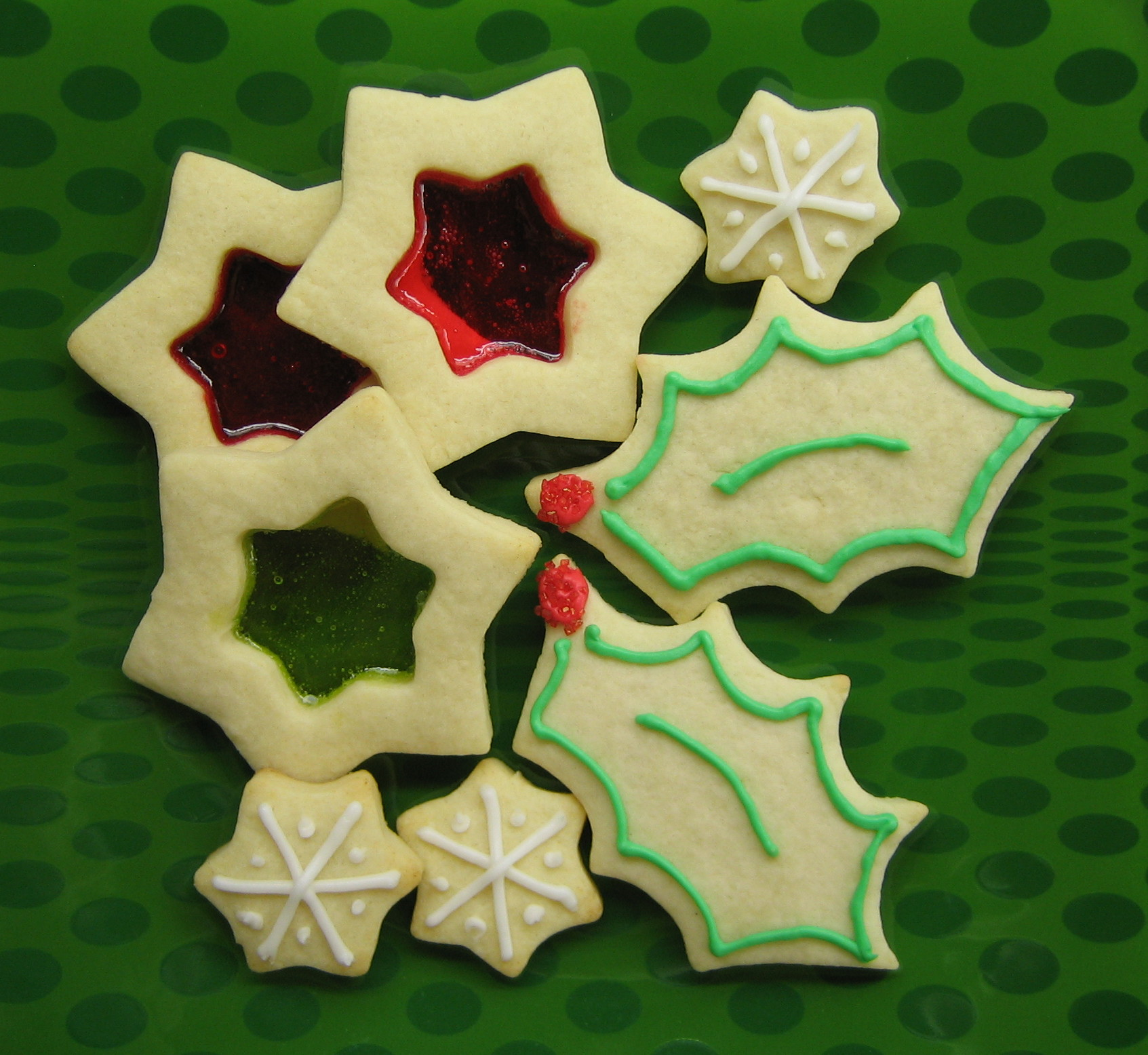
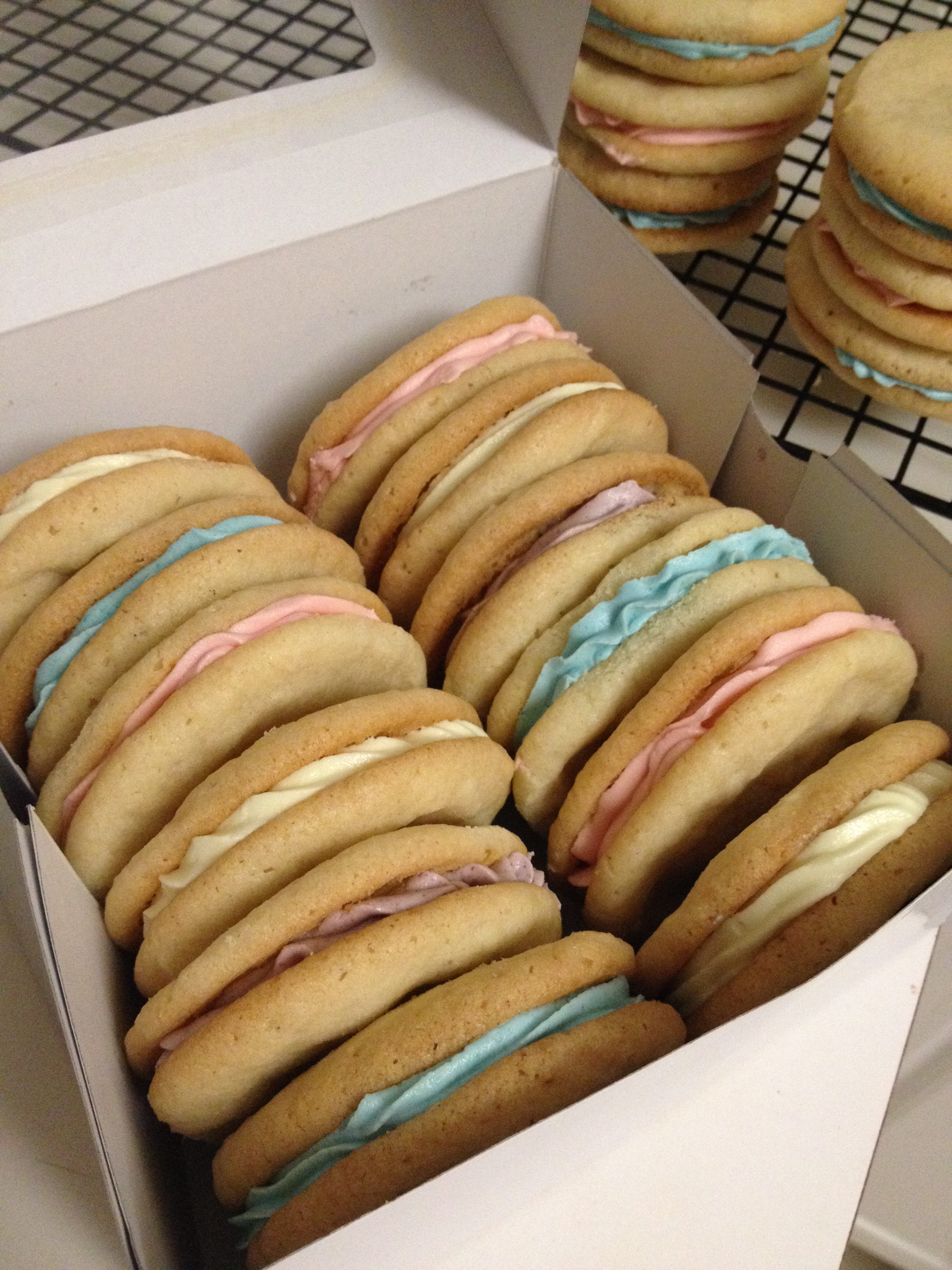